# Cima di Jazzi
La Cima di Jazzi (3 796 ou 3 799 ou 3 804 m) est une montagne des Alpes pennines située à la frontière entre l'Italie et la Suisse. Sur son versant italien, elle domine le fond de la vallée Anzasca, alors que son versant suisse s’élève tout à l’arrière de la vallée de Zermatt.

## Géographie
La Cima di Jazzi, malgré son altitude relativement peu élevée, est un des sommets les plus connus du mont Rose.
Sur son versant italien, la montagne présente une paroi rocheuse d’une hauteur de 1 800 mètres. Visible de toute la région, elle domine l’agglomération de Macugnaga d'une manière imposante.
En son centre se trouve le Triangolo della Jazzi, un mur rocheux vertical complètement lisse, d’une hauteur de 500 mètres, présentant des degrés de difficulté d'escalade de VI et A1. Elle est rendue techniquement d’autant plus difficile par des changements continuels entre les degrés V, VI et A1.

## Alpinisme
La première directissime fut réalisée entre les 28 et 29 juin 1959, par la cordée Bisaccia-Bertolini-Jachini.
Le point de départ de la voie normale se trouve à la cabane du Mont Rose.